# یوگا واتانابه
یوگا واتانابه (ژاپنی: 渡辺 悠雅؛ زادهٔ ۱۵ مهٔ ۱۹۹۶) یک بازیکن فوتبال اهل ژاپن است.
از باشگاه‌هایی که در آن بازی کرده‌است می‌توان به باشگاه فوتبال کاماتامار سان‌اوکی اشاره کرد.